# Galal Yafai
Galal Yafai (Birmingham, 11 december 1992) is een bokser uit het Verenigd Koninkrijk. Hij werd olympisch kampioen in de vlieggewichtklasse op de Olympische Spelen van 2020. Ook won hij zilver op de Europese kampioenschappen boksen in 2017. Op de Olympische Spelen in 2016 verloor hij in de licht vlieggewichtklasse van Joahnys Argilagos. 
Tijdens zijn professionele carrière vocht hij 9 wedstrijden en wist deze allemaal te winnen. Hij won de vlieggewicht WBC-titel in 2022. Yafai werd in 2022 lid in de Orde van het Britse Rijk.

## Erelijst

### Olympische Spelen
- 2020 in Tokio, Japan (–52 kg)

### Europese Spelen
- 2019 in Minsk, Wit-Rusland (–52 kg)

### Europese kampioenschappen
- 2017 in Charkiv, Oekraïne (–49 kg)

1904: George Finnegan ·
1920: Frankie Genaro ·
1924: Fidel LaBarba ·
1928: Antal Kocsis ·
1932: István Énekes ·
1936: Willi Kaiser ·
1948: Pascual Pérez ·
1952: Nathan Brooks ·
1956: Terence Spinks ·
1960: Gyula Török ·
1964: Fernando Atzori ·
1968: Ricardo Delgado ·
1972: Georgi Kostadinov ·
1976: Leo Randolph ·
1980: Petar Lesov ·
1984: Steve McCrory ·
1988: Kim Kwang-sun ·
1992: Choi Chol Su ·
1996: Maikro Romero ·
2000: Wijan Ponlid ·
2004: Yuriorkis Gamboa ·
2008: Somjit Jongjohor ·
2012: Robeisy Ramírez ·
2016: Sjachobidin Zoirov ·
2020: Galal Yafai ·
2024: Hasanboy Doesmatov